# Bothrocophias andianus
Bothrocophias andianus är en ormart som beskrevs av Amaral 1923. Bothrocophias andianus ingår i släktet Bothrocophias och familjen huggormar. Inga underarter finns listade.
Arten förekommer i regionerna Cusco och Puno i Peru samt fram till bergstrakten Cordillera Real i Bolivia. Honan lägger inga ägg utan föder levande ungar. Ormen lever i bergstrakter och på högplatå mellan 1400 och 3300 meter över havet. Den vistas i skogar och besöker angränsande betesmarker, jordbruksmark och byggnader. Födan utgörs av ödlor och gnagare. Bothrocophias andianus har ett giftigt bett.
Regionala bestånd hotas av skogsröjningar. Hela populationen anses vara stor. IUCN listar arten som livskraftig (LC).